# Palaver
Palaver bezeichnet ein langwieriges und häufig eher oberflächliches Gespräch über Nichtigkeiten. Im Deutschen ist das Wort im allgemeinen Sprachgebrauch daher eher negativ belegt. In ethnologischen Untersuchungen anderer Länder kommt jedoch ein anderer Sinn zum Vorschein: Das Palaver dient dem Zweck, das Gegenüber vor den entscheidenden Gesprächsphasen etwas näher kennenzulernen.
In der afrikanischen Kultur entspricht das Wort hierbei der Bedeutung von „Versammlung“. In großen Teilen Afrikas gehört das Palaver zu den guten Umgangsformen; umso länger, je wichtiger die Angelegenheit und je höhergestellt die Beteiligten sind.

## Etymologie
Das Wort Palaver kam aus dem Griechischen über das Lateinische, Portugiesische und Englische ins Deutsche. Griechisch parabolé (παραβολή) bedeutet als literarischer Begriff „Vergleich, Gleichnis“ (vgl. Parabel und Parole). Lateinisch parabole (kirchenlateinisch parabola) steht für „Vergleichung, Gleichnis, lehrhafte Erzählung“; daraus entstand das portugiesische Wort paravra, später: palavra sowie spanisch parabla, paravla und schließlich palabra („Wort, Sprache, Versprechen“). Über Schiffsrouten portugiesischer Händler gelangte das Wort palavra an die westafrikanische Küste, wo es ab der 1. Hälfte des 18. Jahrhunderts speziell in der Bedeutung von „endlosem Gerede bei Verhandlungen mit der einheimischen Bevölkerung“ verwendet wurde. Die Afrikaner übernahmen das Fremdwort für ihre religiösen und juristischen Verhandlungen, und englische Seeleute übernahmen es schließlich von den Afrikanern, sodass es in der Form palaver (Unterredung, Besprechung, Geschwätz) in der 2. Hälfte des 18. Jahrhunderts in die englische Allgemeinsprache einging. Von dort gelangte das Wort in der 1. Hälfte des 19. Jahrhunderts ins Deutsche.

## Bei Stephen King
Eine zentrale Bedeutung wird dem Begriff in Stephen Kings Fantasy-Zyklus Der Dunkle Turm beigemessen, in dem der Protagonist Roland Deschain mit den anderen Figuren mittels Palaver Informationen austauscht, die den Verlauf der Geschichte zum Teil erheblich beeinflussen. In den dazugehörigen Konkordanzen Das Tor zu Stephen Kings Dunklem Turm I–IV sowie Das Tor zu Stephen Kings Dunklem Turm V–VII von Robin Furth wird der Begriff mit „Besprechung, Beratung, Unterredung“ sowie dem „Austausch von wichtigen Gedanken“ erklärt.